# Samica Obornicka
Die Samica Obornicka oder Samica Kierska ist ein kleinerer linker Zufluss der Warthe in der polnischen Woiwodschaft Großpolen. Sie entspringt in einer Höhe von 85 m in der Nähe des Sees Jezioro Kierskie nördlich von Posen und fließt in nordnordwestlicher Richtung, bis sie nach einem Lauf von 39,5 km bei Kiszewo unterhalb von Oborniki (Obornik) in die Warthe mündet. Das Einzugsgebiet wird mit 224,1 km² angegeben.